# آبشار ایج
آبشار ایج یا ده‌قلو در مازندران در شهرستان رامسر قرار دارد. ین آبشار از ذوب شدن برف‌های دائمی کوه خشم چال ارتفاعات اشکورعلیا سرچشمه می‌گیرد و پس از طی مسافتی در بالادست روستای ایج از فراز سنگی، روی سنگی دیگر فرو می‌ریزد، سپس به صورت آبشارهایی متعدد به عمق دره سرازیر می‌شود. ویژگی‌های این آبشار، مقدار زیاد آب آن و فضاهای غار مانند وسیع زیر سنگ‌های آبشار است. همچنین می‌توان به تعداد شاخه‌ها، چشمه‌های اطراف، محوطه کنار و بالا دست، چشم‌انداز یخچال‌های دائمی خشم چال دره زیبای اشکور، آب و هوای ییلاقی و پوشش گیاهی عطرآگین اطراف آن اشاره کرد که در نوع خود بی نظیر است.